# Elaphria leucomela
Elaphria leucomela är en fjärilsart som beskrevs av Paul Dognin 1907. Elaphria leucomela ingår i släktet Elaphria och familjen nattflyn. Inga underarter finns listade i Catalogue of Life.